# Beta-glucogallina-tetrachisgalloilglucosio O-galloiltransferasi
La beta-glucogallina-tetrachisgalloilglucosio O-galloiltransferasi è un enzima appartenente alla classe delle transferasi, che catalizza la seguente reazione:
1-O-galloil-β-D-glucosio + 1,2,3,6-tetrachis-O-galloil-β-D-glucosio ⇄ D-glucosio + 1,2,3,4,6-pentachis-O-galloil-β-D-glucosio